# Budjnurd
Budjnurd (Bodjnurd o Bojnurd, persa بجنورد) és una antiga província o districte i una ciutat del Gran Khorasan. La vila, que per algunes restes se sap que era antiga però no és esmentada pels geògrafs àrabs, estava situada al peu de l'Aladagh en la seva part nord. El xa de Pèrsia Abbas I el Gran va portar a la regió als kurds shadlu que encara hi viuen. La seva població estimada el 2005 és de 181.648 habitants.
El districte, amb capital a Budjnud, tenia 150.000 habitants el 1950, turcmans, perses i kurds. El 2004 fou creada com a província del Khorasan Septentrional.